# Willow (Oklahoma)
Willow é uma cidade  localizada no estado norte-americano de Oklahoma, no Condado de Greer.

## Demografia
Segundo o censo norte-americano de 2000, a sua população era de 114 habitantes.
Em 2006, foi estimada uma população de 108, um decréscimo de 6 (-5.3%).

## Geografia
De acordo com o United States Census Bureau tem uma área de
0,7 km², dos quais 0,7 km² cobertos por terra e 0,0 km² cobertos por água. Willow localiza-se a aproximadamente 516 m acima do nível do mar.

## Localidades na vizinhança
O diagrama seguinte representa as localidades num raio de 32 km ao redor de Willow.